# 鎌倉海浜公園
鎌倉海浜公園は神奈川県鎌倉市にある都市公園（総合公園）である。鎌倉市の南側にある相模湾に面している。

## 由比ガ浜地区
- 面積 2.5ha
- 遊具がある
- 江ノ電車両を展示（静態保存）
- JR東日本横須賀線鎌倉駅(北緯35度19分08秒 東経139度33分01秒 / 北緯35.318975度 東経139.550405度)から徒歩15分
- 江ノ島電鉄和田塚駅(北緯35度18分49秒 東経139度32分44秒 / 北緯35.313742度 東経139.545434度)から徒歩5分
- 北緯35度18分36秒 東経139度32分38秒 / 北緯35.309894度 東経139.543968度

## 坂ノ下地区
- 面積 2.3ha
- 鎌倉海浜公園プールがある
- 江ノ島電鉄長谷駅(北緯35度18分41秒 東経139度32分10秒 / 北緯35.311267度 東経139.536173度)から徒歩15分
- 北緯35度18分29秒 東経139度32分02秒 / 北緯35.307950度 東経139.533829度(坂ノ下地区緑地)
- 北緯35度18分17秒 東経139度31分51秒 / 北緯35.304686度 東経139.530958度(鎌倉海浜公園プール)

## 稲村ガ崎地区
- 稲村ガ崎公園
- 面積 2.1ha
- 史跡稲村ガ崎がある
- 江ノ島電鉄稲村ヶ崎駅(北緯35度18分15秒 東経139度31分20秒 / 北緯35.304295度 東経139.522196度)から徒歩5分
- 北緯35度18分09秒 東経139度31分32秒 / 北緯35.302377度 東経139.525425度

## 参照
- 鎌倉市／鎌倉海浜公園の紹介